# NGC 4091
NGC 4091 је спирална галаксија у сазвежђу Береникина коса која се налази на NGC листи објеката дубоког неба.
Деклинација објекта је + 20° 33' 23" а ректасцензија 12h 5m 40,2s. Привидна величина (магнитуда) објекта NGC 4091 износи 14,4 а фотографска магнитуда 15,2. NGC 4091 је још познат и под ознакама UGC 7083, MCG 4-29-19, CGCG 128-22, PGC 38308.